# John Chadwick
Pour les articles homonymes, voir Chadwick.
John Chadwick, né le 21 mai 1920 à East Sheen à Londres et mort le 24 novembre 1998 à Royston (Hertfordshire), est un philologue britannique. Il est resté célèbre pour son rôle dans le déchiffrement du linéaire B, l'écriture de la civilisation mycénienne, avec Michael Ventris qui a complété les découvertes  fondamentales de l'Américaine Alice Kober, initiatrice de la méthode de déchiffrage de cette écriture.

## Biographie
Il étudie à la public school de Saint Paul puis au Corpus Christi College de l'université de Cambridge avant d'accomplir son service militaire dans la Royal Navy pendant la Seconde Guerre mondiale.
Après la guerre, il se marie et rejoint l'équipe du Oxford Classical Dictionary, le dictionnaire d'anglais britannique de référence. En 1952, il devient lecteur d'humanités classiques à l'Université de Cambridge. La même année, il entre en relation avec l'architecte Michael Ventris, qui travaille à déchiffrer le linéaire B, l'écriture des tablettes retrouvées dans les palais de Cnossos et de Pylos. Chadwick apporte à Ventris son expertise de philologue et ensemble, ils publient en 1953, dans le Journal of Hellenic Studies, un article très controversé. Ils y défendent l'idée que le mycénien est en fait une forme archaïque de grec. Peu de temps après, un lot de tablettes est découvert. Il est déchiffré suivant la clef donnée par Chadwick et Ventris, prouvant ainsi leur hypothèse. En 1955, ils publient ensemble Documents in Mycenæan Greek (« Documents en grec mycénien »), premier corpus de tablettes déchiffrées.
En 1956, Ventris trouve la mort dans un accident de voiture. Chadwick rédige en 1958 The Decipherment of Linear B, relatant les circonstances de leur découverte, et révise en 1973 Documents in Mycenæan Greek. Il se voit confier la chaire Perceval Maitland Laurence de l'Université de Cambridge et devient membre de nombre de sociétés savantes internationales, dont l'Académie des inscriptions et belles-lettres en tant qu'associé étranger en 1981. Il prend sa retraite en 1984.

## Œuvre
- (en) John Chadwick, The decipherment of linear B, Cambridge England New York, Cambridge University Press, 1990, 2e éd., 164 p. (ISBN 0-521-39830-4, lire en ligne), traduit en français : Le Déchiffrement du linéaire B  (trad. de l'anglais), Paris, Gallimard, 1983, 242 p. (ISBN 2-07-028058-6)
- (en) (s. dir.) Corpus of Mycenaean Inscriptions from Knossos, 4 vol., Cambridge University Press, 1987–1999
- (en) The Mycenaean World, Cambridge University Press, 1976
- (en) avec Michael Ventris, Documents in Mycenæan Greek, Cambridge University Press, 1974 (2e édition)